# جنگنده چندمنظوره

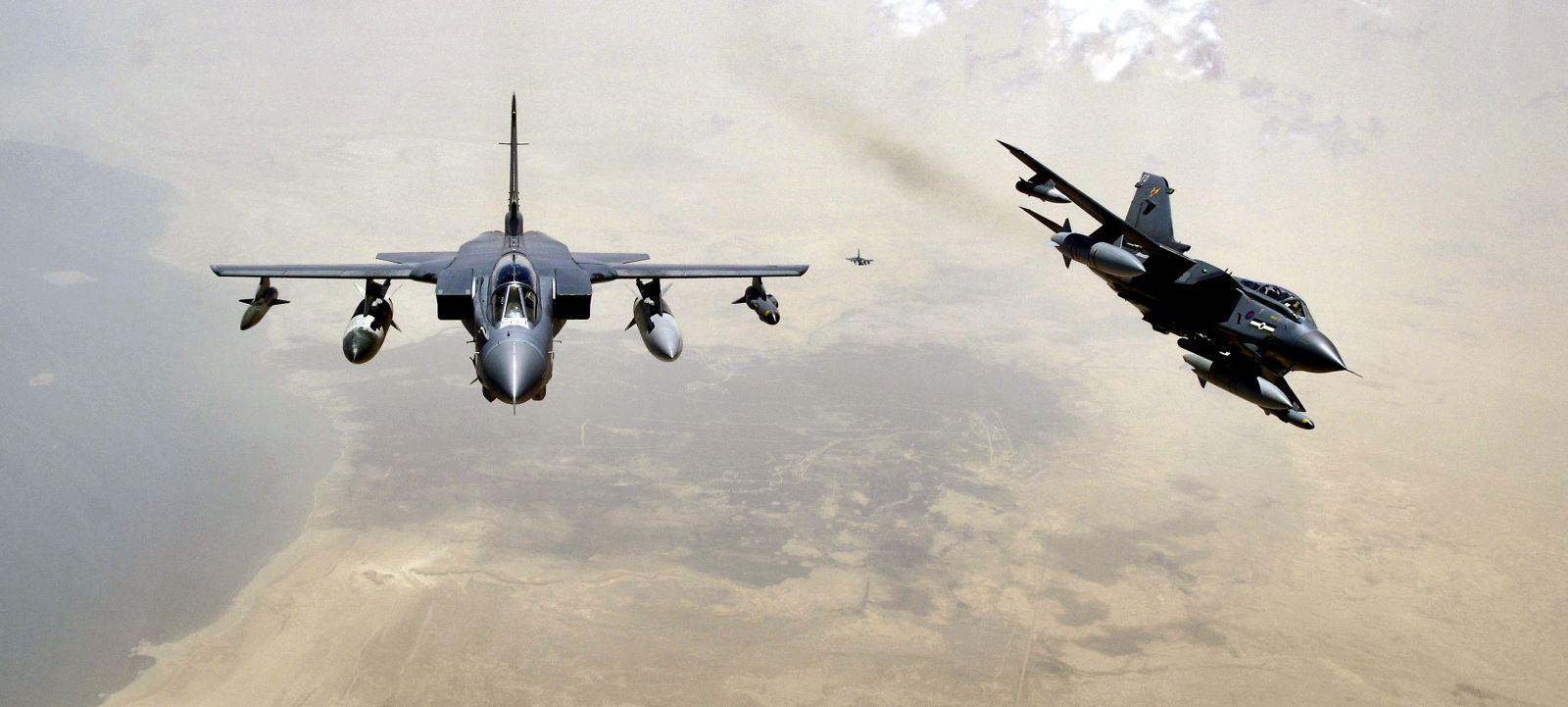
اصطلاح جنگنده چندمنظوره نخستین بار برای جنگنده اروپایی پاناویا تورنادو استفاده شد

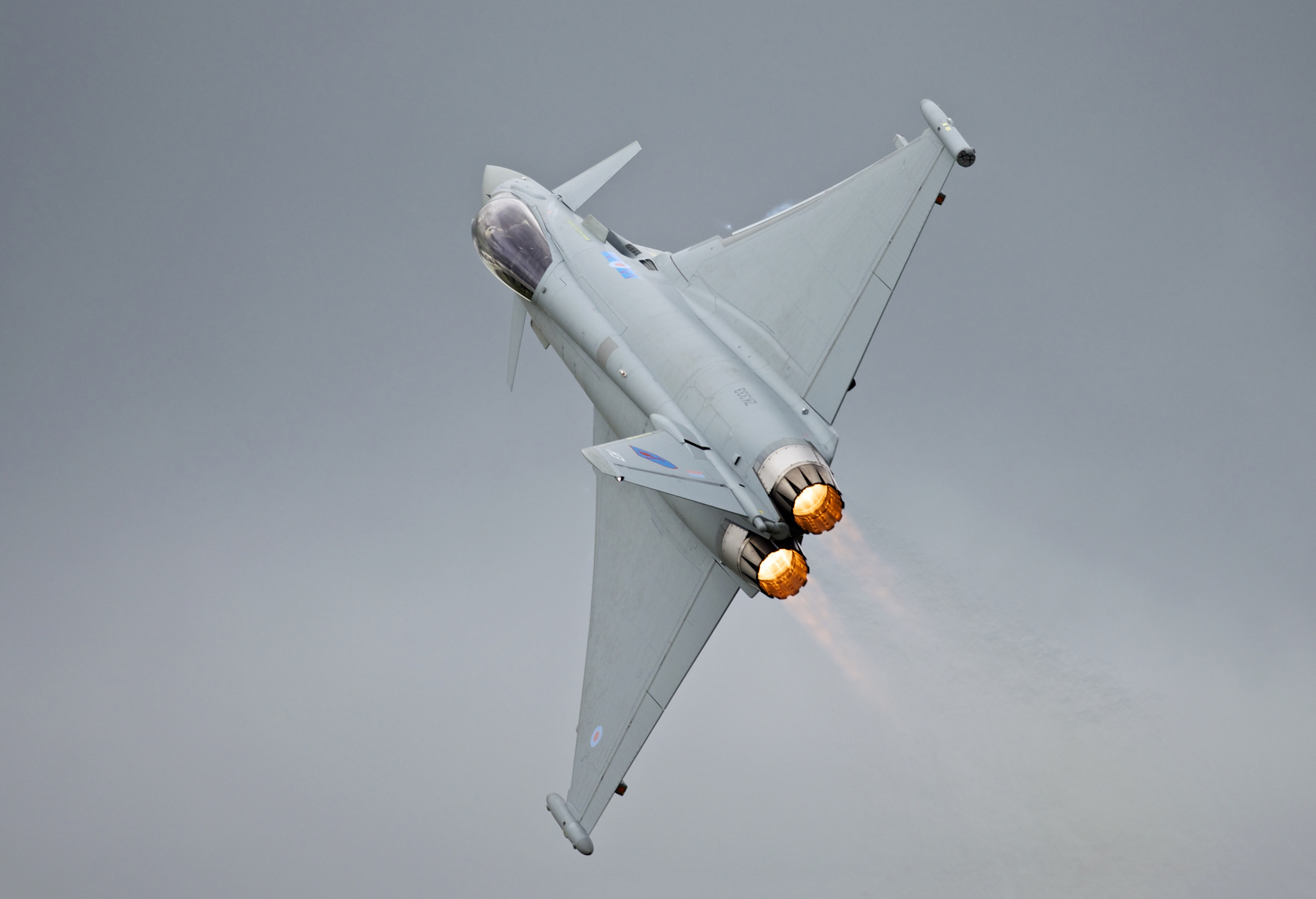
یوروفایتر تایفون از مدرن‌ترین جنگنده‌های چندمنظوره نسل چهارم و جایگزین تورنادو

جنگندهٔ چندمنظوره نوعی جنگنده است که توانایی انجام مأموریت‌های نظامی متنوعی را دارد. مأموریت‌های هوا به هوا چون رهگیری، برتری هوایی و مأموریت‌های هوا به سطح چون شناسایی، ضربتی

## تاریخچه
در ابتدا هواپیماهای جنگی عملکرد تک منظوره داشتند مثلاً صرفا شکاری یا صرفاً بمب افکن. ترکیب این دو عملکرد هدف جالبی بود، البته ترکیب اولویت معانی متفاوت دارد: اگر اولویت جنگ هوایی باشد و بعد حمله به سطح که گفته می‌شود چندمنظوره؛ اگر اولویت حمله به سطح باشد و قابلیت جنگ هوایی هم داشته باشد گفته می‌شود تهاجمی.
اولین کاربرد این اصطلاح چندمنظوره به سال ۱۹۶۸ بازمی‌گردد که چند کشور اروپایی یک پروژهٔ مشترک را با نام «هواپیمای جنگی چندمنظوره» آغاز کردند. هدف این پروژه طراحی هواپیمایی بود که توانایی حملات ضربتی تاکتیکی، مأموریت‌های شناسایی، دفاع هوایی و مأموریت‌های دریایی را داشته باشد و جایگزین چندین هواپیمای مختلف در نیروی هوایی کشورهای مشارکت‌کننده در این پروژه شود. پاناویا تورنادو محصول نهایی این پروژه بود که سه مدل حملات ضربتی، دفاع هوایی و جنگ الکترونیک آن با استفاده از یک بدنهٔ پروازی مشترک ساخته شد.
هرچند «جنگندهٔ چندمنظوره» اصطلاحی نسبتاً جدید است اما در طول تاریخ هواپیماهای مشخصی را می‌توان نام برد که ثابت کرده‌اند انعطاف‌پذیری لازم برای اجرای مأموریت‌های مختلف را دارند. به‌طور خاص هواپیمای Ju88 آلمانی‌ها را می‌توان نام برد که به «جک همه‌کاره» ملقب شده و به عنوان بمب‌افکن، بمب‌افکن شیرجه‌رو، جنگنده، جنگندهٔ شب‌گرد و نقش‌های مشابه از آن استفاده می‌شد. همتای انگلیسی آن دی هاویلند موسکیتو نیز به عنوان یک بمب‌افکن سریع، هواپیمای ضربتی، هواپیمای شناسایی و جنگندهٔ شب‌گرد فعالیت می‌کرد.
امروزه هواپیماهای چندمنظوره مانند: اف۲۲رپتور، اف۳۵، سوخو پاکفا، جی۲۰، اف۱۸سوپرهورنت ، رافائل، تایفون، سوخو۳۵، سوخو۳۰، میگ۳۵، جی۱۰؛ قابلیتهای بالایی دارند

## نقش‌ها
اصطلاح «جنگندهٔ چندمنظوره» در اصل برای هواپیماهایی در نظر گرفته شده که هدف از طراحی آن‌ها داشتن یک بدنهٔ هوایی مشابه برای ساخت چند هواپیمای مختلف با قدرت انجام مأموریت‌های متفاوت باشد، مثل همان کاری که در مورد تورنادو انجام شده است. اما اصطلاح چندمنظوره در اشاره به یک هواپیما که برای اجرای چند مأموریت عمده ساخته شده نیز استفاده می‌شود. برای مثال:
- یک مأموریت اصلی برای جنگ‌های هوابه‌هوا
- یک مأموریت ثانویه برای حملات هوابه‌سطح

مأموریت‌های دیگری مثل شناسایی هوایی (عکسبرداری از مواضع دشمن)، نظارت هوایی پیشرو (برای راهنمایی هواگردهای پشتیبانی نزدیک)، و جنگ الکترونیک (اخلال در سیستم‌های الکترونیکی و مخابراتی دشمن) نیز ممکن است به جمع مأموریت‌های مورد اجرای یک جنگنده چندمنظوره اضافه شود. مأموریت‌های هوابه‌سطح یا تهاجمی نیز خود به زیرگونه‌های مختلفی مثل حملات ضربتی به عمق خاک دشمن، سرکوب دفاع هوایی دشمن، و پشتیبانی نزدیک هوایی در خطوط مقدم نبرد تقسیم می‌شود.
جالب اینکه تورنادو که اولین طرح هواپیمای چندکاره بود یک جنگنده تهاجمی است نه چندمنظوره.
انگیزه اصلی برای طراحی و توسعه و ساخت یک هواپیمای چندمنظوره انگیزه‌های اقتصادی است. داشتن یک بدنهٔ هوایی مشترک باعث کاهش هزینه‌های تحقیق و توسعه، هزینه‌های تعمیرات و نگهداری و هزینه‌های آموزشی می‌شود.